# Răstoaca (gmina)
Răstoaca – gmina w Rumunii, w okręgu Vrancea. Obejmuje tylko jedną miejscowość Răstoaca. W 2011 roku liczyła 1811 mieszkańców.